# 第一次国際連合緊急軍
第一次国際連合緊急軍（だいいちじこくさいれんごうきんきゅうぐん First United Nations Emergency Force,UNEF I）はエジプトに展開した国際連合平和維持活動。第二次中東戦争の停戦監視を請け負った。
安保理では無く、総会の決議により派遣されたものである。
国際連合憲章第7章の強制措置とは異なるPKO活動が認識され、組織編成されたのは、これが最初となる。第二次中東戦争が「スエズ危機」とも呼ばれるため通称「スエズ国連軍」。

## 概要
1956年10月29日に勃発した第二次中東戦争は安保理常任理事国であるイギリス・フランスも当事国であったため、安保理は有効に機能せず、10月31日に安保理決議119を採択、国際連合緊急総会の開催を求めた。11月2日には総会決議997により関係国への停戦とスエズ運河通航の再開を求めている。カナダの外務大臣であったレスター・B・ピアソンがこの問題の解決に尽力し、強制措置とは異なり関係国の同意を持って展開する国連主導の軍隊の考えを持ち込んだ。これは受け入れられ、11月4日から7日にかけての総会決議998,1000,1001により、国際連合緊急軍(UNEF)が設立されることとなった。11月8日には停戦が得られ、11月14日にはエジプトの合意が得られたことから、11月15日よりUNEFの展開が開始されている。
UNEFの任務は、停戦の監視およびイギリス・フランス・イスラエルのエジプト領内からの撤退確認である。一部人員は国際連合休戦監視機構(UNTSO)から引き抜かれたほか、ブラジル・カナダなどから提供された人員で構成されていた。最大人員規模は約6,000名。イギリス・フランスは12月には撤退し、イスラエルも1957年3月までには1949年の休戦ラインまで撤退した。UNEFは、その後もエジプト・イスラエルの境界地帯のエジプト側に展開し、停戦監視を続けた。エジプト・イスラエルの関係が再び悪化した1967年5月16日にエジプトの要請により、任務を中止し撤退した。その後、1967年6月5日に第三次中東戦争が勃発している。